# Коцюбинський Ігор Юлійович
І́гор Ю́лійович Коцюби́нський (нар. 1 травня 1965, Чернігів) — директор Чернігівського літературно-меморіального музею-заповідника М. Коцюбинського (з 5 червня 2000). Правнук Михайла Коцюбинського.

## Життєпис
Народився 1 травня 1965 року у Чернігові. Навчався у Чернігівській ЗОШ № 3 (1972—1982).
За освітою — замполіт, закінчив Талліннське вище військово-політичне будівельне училище (1987).
Під час російського вторгнення на Донбасі із 7 липня 2014 був мобілізований як офіцер запасу, воював в зоні АТО на Луганщині заступником командира танкової роти по роботі з особовим складом. Демобілізований у березні 2015.

## Директор музею
Під його керівництвом одним з провідних напрямів роботи музею стала видавнича діяльність. Найпотужнішим виданням, підготовленим науковцями музею, є «Листи до Михайла Коцюбинського» у чотирьох томах, присвячені пам'яті Юлія Коцюбинського, які вийшли друком у 2002—2004.
Згодом було видано збірник спогадів про Ю. Коцюбинського «Завжди з нами», а також його мемуари «Шрами на серці».
У 2007 вийшли окремим виданням «Листи М. Коцюбинського до дружини».
Також науковці підготували біографічний нарис «Михайло Коцюбинський (1864—1913). Життя та творчість» і біографічний довідник «Лауреати Чернігівської обласної премії імені Михайла Коцюбинського (1992—2011)». 2019 та 2020 року музеєм-заповідником М.Коцюбинського було видано два томи «Листів Ганни Барвінок до Іллі Шрага».
У 2014 р. з нагоди 150-річчя від дня народження письменника вийшла друком «Антологія творів лауреатів премії ім. М. Коцюбинського. Поезія».
Для найменших читачів видано два видання творів М. Коцюбинського «Оповідання для дітей» та «П'ять казочок».

## Відзнаки
- Лауреат премій:
  - імені Олекси Гірника (2004)
  - імені Дмитра Нитченка (2002)
  - імені Леоніда Глібова (2013)
- Медаль «Івана Мазепи» Міжнародної літературно-мистецької академії України (2017)[3]